# Liste der Monuments historiques in Logonna-Daoulas
Die Liste der Monuments historiques in Logonna-Daoulas führt die Monuments historiques in der französischen Gemeinde Logonna-Daoulas auf.

## Liste der Bauwerke
| Bezeichnung                                       | Beschreibung | Standort | Kennzeichnung | Schutzstatus | Datum | Bild           |
| ------------------------------------------------- | ------------ | -------- | ------------- | ------------ | ----- | -------------- |
| Château de Rosmorduc (Schloss)                    |              | (Lage)   | PA29000056    | Inscrit      | 2007  | weitere Bilder |
| Croix des Douze Apôtres (Kreuz der zwölf Apostel) |              | (Lage)   | PA29000094    | Inscrit      | 2015  | weitere Bilder |
| Kirche Ste-Monna                                  |              | (Lage)   | PA00090100    | Inscrit      | 1935  | weitere Bilder |

## Liste der Objekte
- Monuments historiques (Objekte) in Logonna-Daoulas in der Base Palissy des französischen Kultusministeriums